# São Mateus da Calheta
São Mateus da Calheta ist eine portugiesische Gemeinde (Freguesia) im Kreis (Município) Angra do Heroísmo auf der Azoren-Insel Terceira. In ihr leben 3777 Einwohner (Stand 19. April 2021). Die Entfernung zur Kreisstadt Angra do Heroismo beträgt 4 km.

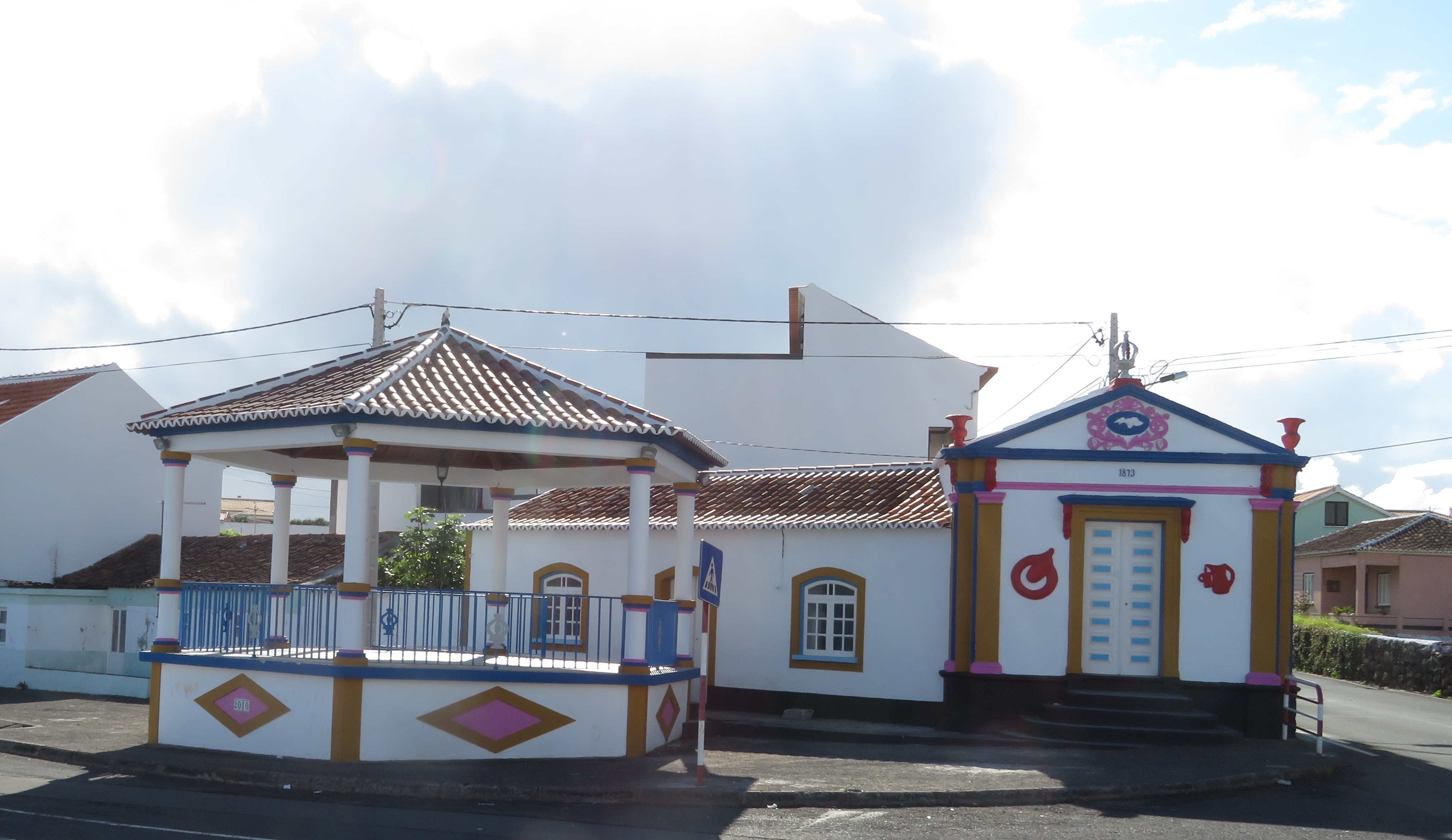
Heilig-Geist-Kapelle und Pavillon

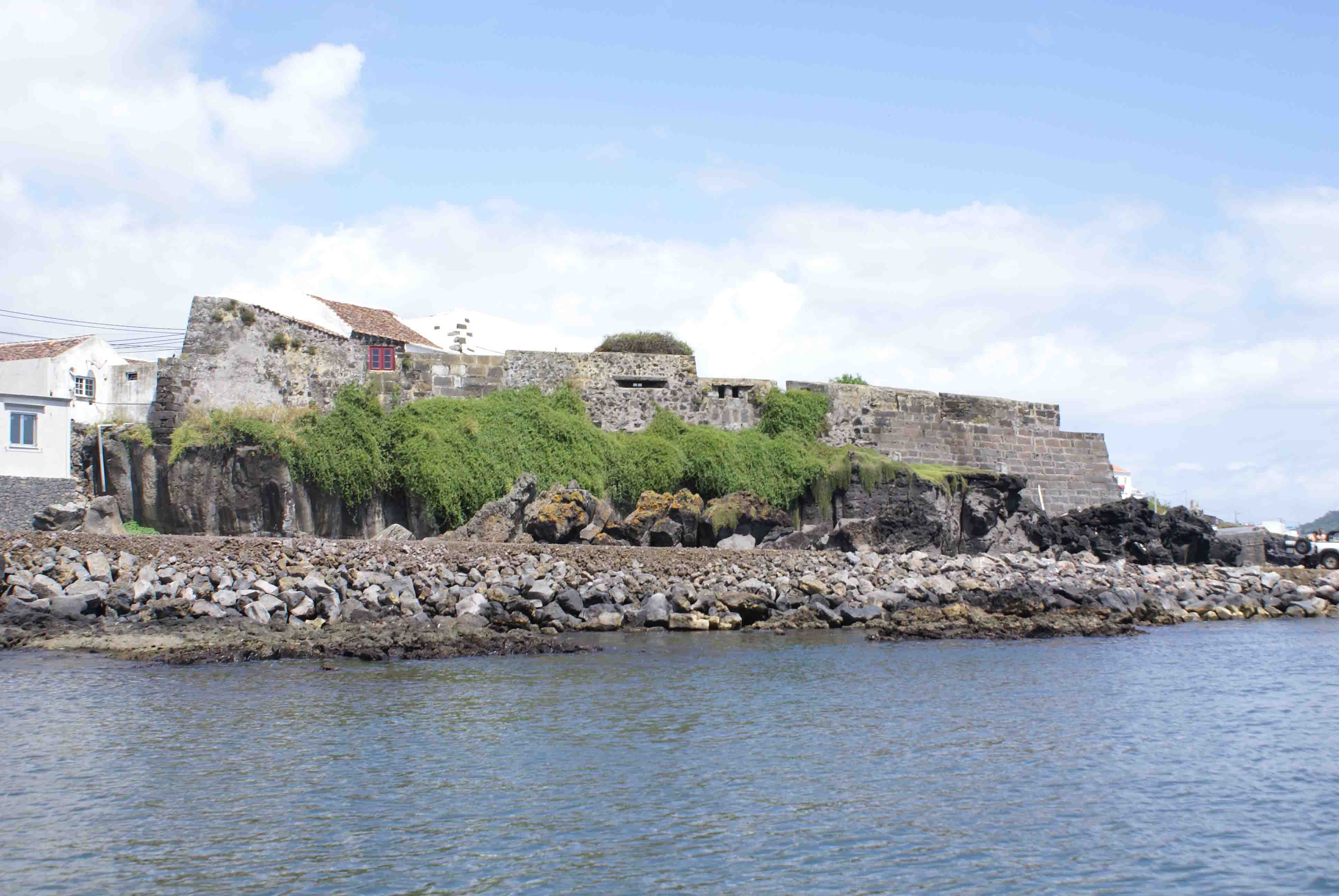
Festung Forte Grande de São Mateus da Calheta

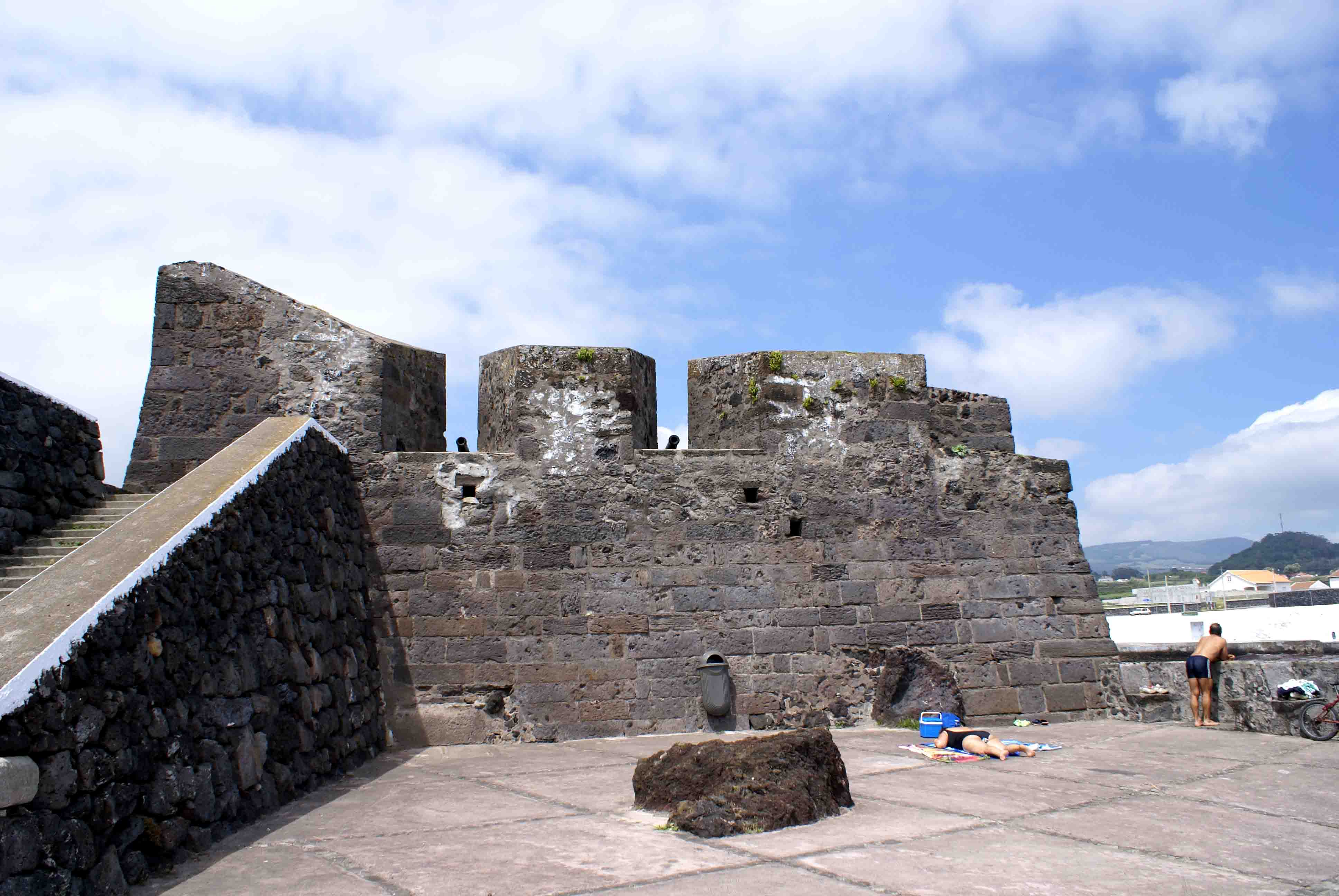
Festung Forte de Negrito

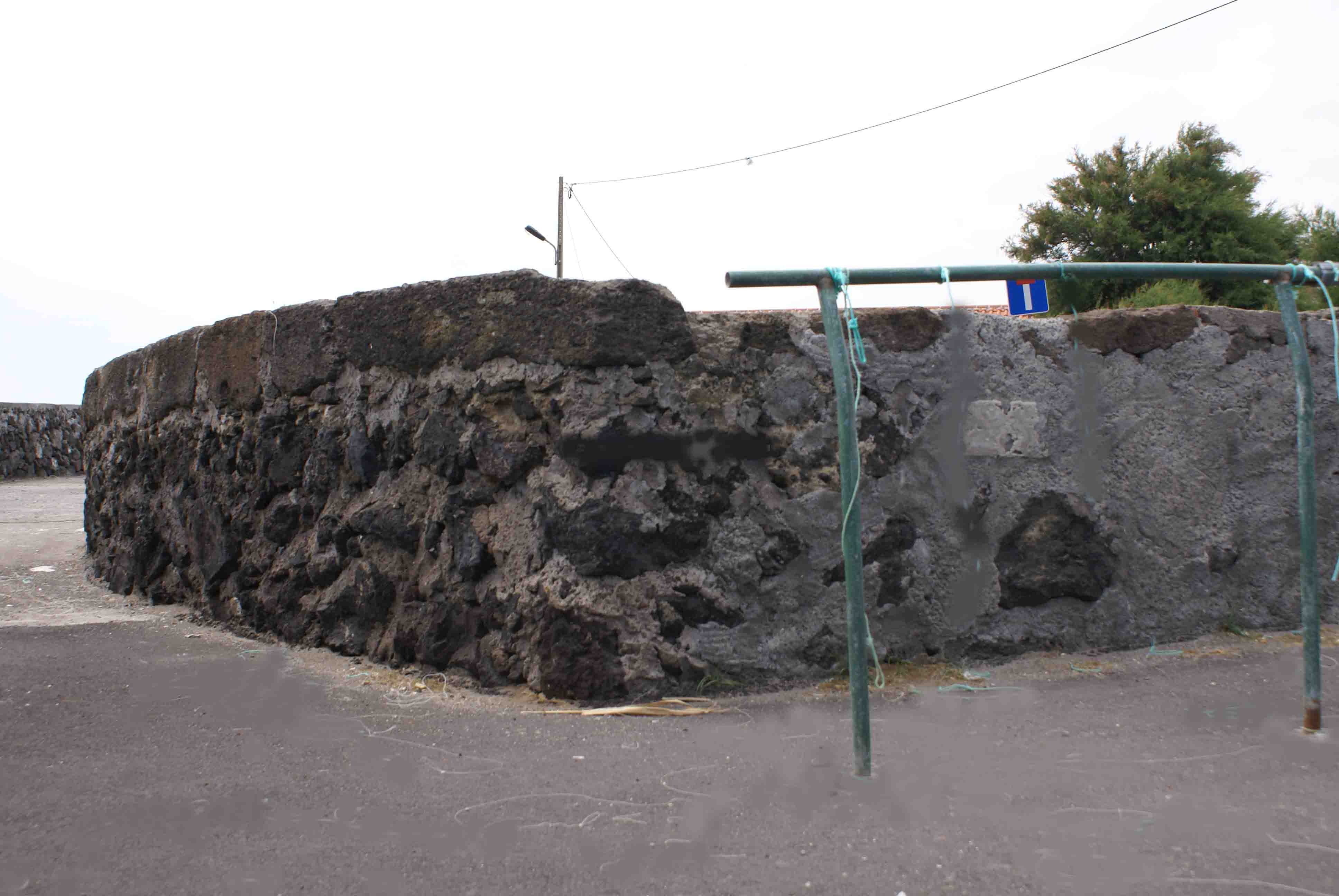
Festung Forte do Biscoitinho

Weithin sichtbar ist die Pfarrkirche aus dem 16. Jahrhundert, die 1980 bei dem Erdbeben erheblich beschädigt und anschließend wieder aufgebaut wurde. Bekannt ist auch die 1873 erbaute Heilig-Geist-Kapelle Império de São Mateus da Calheta. Vor ihr befindet sich ein für portugiesische Ortschaften typischer Pavillon, der an Fest- und Feiertagen für Ansprachen und Livemusik genutzt wird.
Auch die Festung São Mateus da Calheta, die 1581 zum Schutz des Ortes vor Überfällen von Piraten und Korsaren erbaut, 1830 sowie 1881 vergrößert und 2010 renoviert wurde, wird für kulturelle Veranstaltungen genutzt. Sie befindet sich am östlichen Ortsrand auf flachem, felsigen Untergrund fast auf Meeresniveau und ist am besten vom Meer aus zu sehen. Am Hafen sind noch Mauerreste der kleinen Festung Forte do Biscoitinho erhalten, die auch Forte de São João genannt wurde. Sie wurde möglicherweise zeitgleich mit der Festung São Mateus da Calheta im 16. Jahrhundert erbaut, damit der Ort aus verschiedenen Richtungen gegen Piratenüberfälle verteidigt werden konnte.
Unweit westlich des Ortes erhebt sich an dem kleinen Hafen Porto Negrito die Festung Forte de Negrito, die ebenfalls 1581 aus Basalt erbaut wurde. Sie wurde 1940 restauriert, nachdem sie lange als Lagerhaus gedient hatte, und heute beherbergt sie ein kleines militärhistorisches Museum. Unmittelbar neben der Festung wurde ein Meeresschwimmbad angelegt.
In dem Haus Casa dos Botes Baleeiros am Hafen sind Boote und verschiedene Geräte zu sehen, die früher zum Walfang – bis 1970 eine wichtige Erwerbsquelle für die Bewohner der Insel – verwendet wurden, sowie alte Fotos.

## Infrastruktur
São Mateus da Calheta verfügt über einige kleine Geschäfte zur Deckung des täglichen Bedarfs, über eine Jugendherberge und über verschiedene Unterkünfte für Touristen. Mehrmals täglich verkehrt ein Bus von und nach Angra do Heroismo sowie Biscoitos im Norden der Insel. Heute ist der Ort für seine Fischrestaurants bekannt.